# Centro de Alto Rendimiento de Surf
El Centro de Alto Rendimiento de Surf es una instalación deportiva ubicado en el Distrito de Punta Negra, en Lima.
 
Será utilizado para el surf en los Juegos Panamericanos Lima 2019. El recinto deportivo alberga para la práctica de tabla con un capacidad para 1.400 personas.

## Construcción
El 23 de septiembre del 2018 el Proyecto Especial para la Preparación y Desarrollo de los XVIII Juegos Panamericanos 2019 firmó el Convenio de Inversión para la Contratación de la Ejecución y Financiamiento a la Creación del Centro de Alto Rendimiento de Surf, formado por seis empresas: Unión de Cervecerías Peruanas Backus y Johnston S.A.A, Supermercados Peruanos S.A., Scotiabank Perú S.A.A., Financiera Efectiva S.A., Unión Andina de Cementos S.A.A. y Unión de Concreteras S.A. Dichas empresas se encargaron para la construcción del recinto deportivo de surf.
Este proceso se desarrolló en el marco del mecanismo de Obras por Impuestos previsto en la Ley 29230, Ley que impulsa la inversión pública regional y local con participación del sector privado y de la Ley  30264, Ley que establece medidas para promover el crecimiento económico, permitiendo al Consorcio CAR Punta Rocas encargarse de financiar y ejecutar el proyecto. Su ejecución fue por un monto de S/ 27.3 millones de soles.
Este Centro de Alto Rendimiento de Surf en Punta Rocas es el segundo a nivel mundial con todas las características y comodidades para la alta competencia (el otro centro está en Australia). Pudiendo recibir a deportistas nacionales y a surfistas internacionales, principalmente a los del continente. Actualmente es administrado por el Proyecto Especial de Legado.

## Apertura
El 15 de julio de 2019 el Comité de la Organización de los Juegos Lima 2019 hizo entrega del Centro de Alto Rendimiento del Surf de la playa de Punta Rocas, donde será sede de los Juegos Panamericanos 2019.
En la playa de Punta Rocas, sus olas competirán los 88 mejores surfistas del continente y los de la categoría Open Surf por su clasificación a los Juegos Olímpicos de Tokio 2020.
El Presidente de COPAL, encabezó el acto protocolar junto al Alcalde del Distrito de Punta Negra, José Delgado; así como el titular de la Federación Deportiva Nacional de Tabla, Alberto Figari; el director de Proyectos e Infraestructura de Lima 2019, Wilhelm Funcke y el representante del Consorcio CAR Punta Rocas, José Iturriaga.
En los Juegos Panamericanos de 2019 se disputarán las modalidades de Open Surf, Longboard Principal, Paddle Surf Principal y Sup Race, tanto en hombres como mujeres. Se realizará bajo las reglas establecidas de la Asociación Internacional de Surf y la Asociación Panamericana de Surf desde el 29 de julio al 4 de agosto en Punta Rocas.

## Descripción
El Centro de Alto Rendimiento del Surf Punta Rocas cuenta con graderías fijas para 700 personas y se sumará infraestructura temporal para 750 espectadores, lo que alberga en total, más de 1400 personas para los Juegos Panamericanos Lima 2019 en la Playa de Punta Rocas. 
La Playa de Punta Rocas está ligada estrechamente al Surf peruano, desde aquel año que Felipe Pomar conquistó sus olas para ganar, por primera vez para el Perú, el título del Mundial de Surf de 1965.